# 约瑟夫·布雷迪
约瑟夫·布雷迪（英語：Joseph Brady，1928年10月9日—2001年6月12日）是一位苏格兰电视和电影演员。